# Ulrike Urbansky
Ulrike Urbansky (Jena, 6 april 1977) is een atleet uit Duitsland.
Op de Olympische Zomerspelen van Sydney in 2000 liep Urbansky de 4x400 meter estafette en de 400 meter horden.
Bij de Olympische Zomerspelen van Athene in 2004 liep ze de 400 meter horden. Ze haalde de halve finale.

## Privé
Urbansky trouwde met tienkamper Dennis Leyckes.

## Persoonlijk record
| Onderdeel        | Resultaat | Jaar |
| ---------------- | --------- | ---- |
| 400 meter horden | 54,57     | 2000 |
| 4x400 meter      | 3:24,26   | 1998 |

| Onderdeel   | Resultaat | Jaar |
| ----------- | --------- | ---- |
| 200 meter   | 24,24     | 2000 |
| 4x400 meter | 3:29.06   | 1999 |

- World Athletics: 14280104